# Tetropium gracilicum
Tetropium gracilicum là một loài bọ cánh cứng trong họ Cerambycidae.